# 8100 Nobeyama
8100 Nobeyama è un asteroide della fascia principale. Scoperto nel 1993, presenta un'orbita caratterizzata da un semiasse maggiore pari a 2,7572713 au e da un'eccentricità di 0,0824456, inclinata di 3,30710° rispetto all'eclittica.
L'asteroide è dedicato a Nobeyama, un villaggio nel centro del Giappone dove ha sede l'osservatorio omonimo.